# Rangos e insignias militares de las Fuerzas de Autodefensa de Japón
Después de la Segunda Guerra Mundial, el Ejército Imperial Japonés y la Armada Imperial Japonesa fueron disueltas por los Estados Unidos durante la Ocupación de Japón. Los símbolos de más abajo representan los rangos militares de la Fuerza Terrestre de Autodefensa, de la Fuerza Aérea de Autodefensa y de la Fuerza Marítima de Autodefensa de Japón, las cuales, a partir de 1952, sustituyeron a las fuerzas armadas imperiales. Las fuerzas Japonesas de los años 1938-1945 y los rangos navales fueron eliminados después de la Segunda Guerra Mundial. Las fuerzas de Autodefensa rompen con la tradición sino-céntrica de no tener rangos específicos por rama. Cada rango de las fuerzas de autodefensa, con respecto a cada rama de servicio, incluye un título japonés distinto, aunque los títulos equivalentes en diferentes ramas siguen siendo similares, difieren únicamente en el uso de los morfemas riku (tierra) para los rangos del Ejército, kai (mar) para los rangos navales y kuu (aire) para los rangos de la aviación.
Las estrellas pentalobuladas en algunas insignias representan flores de cerezo.

## Fuerza Terrestre de Autodefensa
Los rangos están listados de menor a mayor de derecha a izquierda.
| Código de la OTAN                | OF-9                                                                         | OF-8                | OF-7               | OF-5    | OF-4             | OF-3       | OF-2    | OF-1     | OF-1    |
| Rangos                           | 陸将 （統合幕僚長および陸上幕僚長）                                          | 陸将                | 陸将補             | 1等陸佐 | 2等陸佐          | 3等陸佐    | 1等陸尉 | 2等陸尉  | 3等陸尉 |
| Traducción Española              | General de EjércitoGeneral de división, sirviendo como Jefe de Estado Mayor· | General de división | General de brigada | Coronel | Teniente coronel | Comandante | Capitán | Teniente | Alférez |
| -------------------------------- | ---------------------------------------------------------------------------- | ------------------- | ------------------ | ------- | ---------------- | ---------- | ------- | -------- | ------- |
| Insignia tipo A （甲階級章）     |                                                                              |                     |                    |         |                  |            |         |          |         |
| Insignia tipo B （乙階級章）     |                                                                              |                     |                    |         |                  |            |         |          |         |
| Insignia tipo miniatura （略章） |                                                                              |                     |                    |         |                  |            |         |          |         |

| Código de la OTAN                | OR-9              | OR-8             | OR-7    | OR-6             | OR-5     | OR-3   | OR-2               | OR-1    | OR-D                       |
| Rangos                           | 准陸尉            | 陸曹長           | 1等陸曹 | 2等陸曹          | 3等陸曹  | 陸士長 | 1等陸士            | 2等陸士 | 自衛官候補生               |
| Traducción Española              | Oficial asimilado | Suboficial mayor | Brigada | Sargento primero | Sargento | Cabo   | Soldado de primera | Soldado | Autodefensa cadete oficial |
| -------------------------------- | ----------------- | ---------------- | ------- | ---------------- | -------- | ------ | ------------------ | ------- | -------------------------- |
| Insignia tipo A （甲階級章）     |                   |                  |         |                  |          |        |                    |         |                            |
| Insignia tipo B （乙階級章）     |                   |                  |         |                  |          |        |                    |         |                            |
| Insignia tipo miniatura （略章） |                   |                  |         |                  |          |        |                    |         | sin insignia               |

## Fuerza Marítima de Autodefensa
Los rangos están listados de menor a mayor de derecha a izquierda.
| Código de la OTAN            | OF-9                                                        | OF-8          | OF-7           | OF-5             | OF-4               | OF-3               | OF-2              | OF-1             | OF-1               |
| Rangos                       | 海将 （統合幕僚長および海上幕僚長）                         | 海将          | 海将補         | 1等海佐          | 2等海佐            | 3等海佐            | 1等海尉           | 2等海尉          | 3等海尉            |
| Traducción Española          | AlmiranteVicealmirante, sirviendo como Jefe de Estado Mayor | Vicealmirante | Contralmirante | Capitán de navío | Capitán de fragata | Capitán de corbeta | Teniente de navío | Alférez de navío | Alférez de fragata |
| ---------------------------- | ----------------------------------------------------------- | ------------- | -------------- | ---------------- | ------------------ | ------------------ | ----------------- | ---------------- | ------------------ |
| Insignia tipo A （甲階級章） |                                                             |               |                |                  |                    |                    |                   |                  |                    |
| Insignia tipo B （乙階級章） |                                                             |               |                |                  |                    |                    |                   |                  |                    |
| Insignia tipo C （丙階級章） |                                                             |               |                |                  |                    |                    |                   |                  |                    |
| Insignia miniatura （略章）  |                                                             |               |                |                  |                    |                    |                   |                  |                    |

| Código de la OTAN                | OR-9              | OR-8               | OR-7                       | OR-6                       | OR-5                       | OR-3                 | OR-2     | OR-1                | OR-D                       |
| Rangos                           | 准海尉            | 海曹長             | 1等海曹                    | 2等海曹                    | 3等海曹                    | 海士長               | 1等海士  | 2等海士             | 自衛官候補生               |
| Traducción Española              | Oficial asimilado | Jefe Contramaestre | Contramaestre de 1.ª Clase | Contramaestre de 2.ª Clase | Contramaestre de 3.ª Clase | Marinero Distinguido | Marinero | Marinero de segunda | Autodefensa cadete oficial |
| -------------------------------- | ----------------- | ------------------ | -------------------------- | -------------------------- | -------------------------- | -------------------- | -------- | ------------------- | -------------------------- |
| Insignia tipo A （甲階級章）     |                   |                    |                            |                            |                            |                      |          |                     |                            |
| Insignia tipo B （乙階級章）     |                   |                    |                            |                            |                            |                      |          |                     |                            |
| Insignia tipo C （丙階級章）     |                   |                    |                            |                            |                            |                      |          |                     | sin insignia               |
| Insignia tipo miniatura （略章） |                   |                    |                            |                            |                            |                      |          |                     | sin insignia               |

## Fuerza Aérea de Autodefensa
Los rangos están listados de menor a mayor de derecha a izquierda.
| Código de la OTAN                | OF-9                                                                            | OF-8                      | OF-7                     | OF-5    | OF-4             | OF-3    | OF-2    | OF-1     | OF-1    |
| Rangos                           | 空将 （統合幕僚長および航空幕僚長）                                             | 空将                      | 空将補                   | 1等空佐 | 2等空佐          | 3等空佐 | 1等空尉 | 2等空尉  | 3等空尉 |
| Traducción Española              | General del AireGeneral de división aérea, sirviendo como Jefe de Estado Mayor· | General de división aérea | General de brigada aérea | Coronel | Teniente Coronel | Mayor   | Capitán | Teniente | Alférez |
| -------------------------------- | ------------------------------------------------------------------------------- | ------------------------- | ------------------------ | ------- | ---------------- | ------- | ------- | -------- | ------- |
| Insignia tipo A （甲階級章）     |                                                                                 |                           |                          |         |                  |         |         |          |         |
| Insignia tipo B （乙階級章）     |                                                                                 |                           |                          |         |                  |         |         |          |         |
| Insignia tipo miniatura （略章） |                                                                                 |                           |                          |         |                  |         |         |          |         |

| Código de la OTAN                | OR-9              | OR-8                  | OR-7             | OR-6             | OR-5                 | OR-3                 | OR-2    | OR-1           | OR-D                       |
| Rangos                           | 准空尉            | 空曹長                | 1等空曹          | 2等空曹          | 3等空曹              | 空士長               | 1等空士 | 2等空士        | 自衛官候補生               |
| Traducción Española              | Oficial asimilado | Jefe Sargento Maestro | Sargento Maestro | Sargento Técnico | Sargento de Personal | Aviador de 1.ª Clase | Aviador | Aviador Básico | Autodefensa cadete oficial |
| -------------------------------- | ----------------- | --------------------- | ---------------- | ---------------- | -------------------- | -------------------- | ------- | -------------- | -------------------------- |
| Insignia tipo A （甲階級章）     |                   |                       |                  |                  |                      |                      |         |                |                            |
| Insignia tipo B （乙階級章）     |                   |                       |                  |                  |                      |                      |         |                |                            |
| Insignia tipo miniatura （略章） |                   |                       |                  |                  |                      |                      |         |                | sin insignia               |